# Селестин Делме
Хенри Селестин Делме (фр. Célestin Delmer; Вилжиф, 15. фебруара 1907 — Сен Мор де Фосе, 2. марта 1996) био је француски фудбалер који је играо као везни играч.
Током клупске каријере играо је за ФК Амјен, Екцелсиор и Црвену звезду Олимпик. Играо је 11 пута за репрезентацију Француске, а учествовао је у прва два издања Светског првенства 1930. и 1934. године.